# Onuphis maculata
Onuphis maculata är en ringmaskart som först beskrevs av Baird 1869.  Onuphis maculata ingår i släktet Onuphis och familjen Onuphidae. Inga underarter finns listade i Catalogue of Life.